# Pat Howard (cầu thủ bóng đá)
Patrick Howard (sinh ngày 7 tháng 10 năm 1947) là một cựu cầu thủ bóng đá chuyên nghiệp người Anh thi đấu ở vị trí trung vệ.
Howard có hơn 500 lần ra sân ở Football League cho Barnsley, Newcastle United, Arsenal, Birmingham City và Bury, và cũng từng thi đấu tại NASL cho Portland Timbers.

## Sự nghiệp
Sinh ra ở Dodworth, Barnsley, West Riding of Yorkshire, Howard có hơn 500 lần ra sân ở Football League. Ông bắt đầu sự nghiệp tại Barnsley, có 7 mùa giải trước khi đầu quân cho Newcastle United năm 1971. Ông vào đến Chung kết Cúp FA 1974 với Tthe Magpies, và được Arsenal kí hợp đồng với mức giá 40.000 bảng Anh vào tháng 9 năm 1976. Ông có màn ra mắt trước West Ham United ngày 11 tháng 9 năm 1976, nhưng không ở lại được câu lạc bộ và sau chưa đầu một năm ông bị đưa vào danh sách chuyển nhượng với chỉ 20 lần thi đấu, và không có bàn thắng nào.
Ông chuyển đến Birmingham City vào tháng 8 năm 1977, và sau hai mùa giải thì kết thúc sự nghiệp ở bóng đá Anh với 3 năm tại Bury, giải nghệ năm 1982. Ông cũng từng trải qua mùa giải North American Soccer League 1978 khi thi đấu cho Portland Timbers.

## Danh hiệu
Newcastle United
- Á quân Cúp FA: 1973-74[6]
- Á quân League Cup: 1975-76[6]